# Greenfield (Califórnia)
Greenfield é uma cidade localizada no estado americano da Califórnia, no condado de Monterey. Foi incorporada em 7 de janeiro de 1947.

## Geografia
De acordo com o United States Census Bureau, a cidade tem uma área de 5,5 km², onde todos os 5,5 km² estão cobertos por terra.

### Localidades na vizinhança
O diagrama seguinte representa as localidades num raio de 40 km ao redor de Greenfield.

## Demografia
Segundo o censo nacional de 2010, a sua população é de 16 330 habitantes e sua densidade populacional é de 2 946,28 hab/km². É a cidade mais densamente povoada do condado de Monterey. Possui 3 752 residências, que resulta em uma densidade de 676,94 residências/km².